# Gustave Maeder
Pour les articles homonymes, voir Maeder.
Gustave Maeder, né le 6 août 1927 à Genève et mort le 1er décembre 2024 dans la même ville, est un designer suisse reconnu pour le design de l'exposition du Pavillon du Québec à l'Exposition universelle de 1967 à Montréal.

## Biographie
Dès sa treizième année, Maeder entame des études au Collège de Genève qu'il est contraint d'abandonner à la suite de l'éclatement de la Seconde Guerre mondiale quand son père qui occupe alors un poste à la Société des Nations est muté à Berne. Ne parlant pas l'allemand, le jeune Maeder qui démontre déjà une certaine habileté en dessin, est orienté vers le Technicum de Bienne où il obtient un diplôme en Arts industriels en 1945. D'abord intéressé par la peinture et sur les traces de son grand-oncle Henri Gervex, il mène une vie bohème entre Paris et la Provence avant de revenir s'établir en Suisse où il collabore à l'exposition du Pavillon des communications et transports de l'Exposition nationale suisse de 1964 y concevant, entre autres, une installation immersive avant-gardiste reproduisant l'atterrissage d'un avion de ligne sur une piste virtuelle.

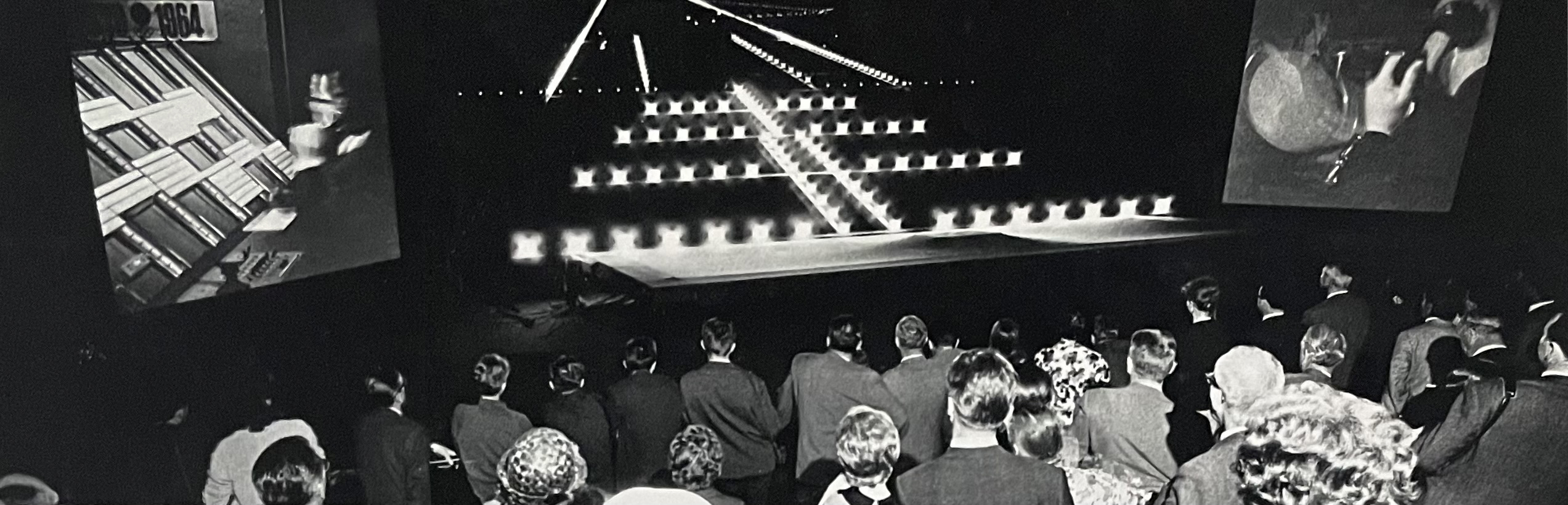
L'atterrissage, Pavillon des communications et transports, Expo 64, Lausanne

Repéré par une équipe d'architectes canadiens venue à Lausanne en préparation de la prochaine Exposition universelle qui se tiendrait à Montréal en 1967, Maeder fut invité à y concevoir le design de l'exposition du Pavillon du Québec pour lequel il obtint une reconnaissance internationale. La modernité du design de l’exposition tranchaient alors avec l'image traditionnelle de cette province. Maeder contribua à faire du pavillon du Québec lui-même, un objet d'art à part entière. Il conçut et agença, entre autres, 4 500 cubes d’acier émaillés de 2’ (60cm) ouvert sur deux côtés. Ceux-ci étaient utilisés à la fois comme support d’informations ou étaient l'objet même des éléments d’expositions aux formes symboliques. C'est un Québec tourné vers l'avenir qui fut présenté aux visiteurs. De passage à Montréal pour l'Expo 67, la critique d’architecture du New York Times fit l’éloge du pavillon du Québec, le comparant au Pavillon de Barcelone :
« Québec est le Pavillon de Barcelone de 1967... [Le  pavillon du Québec] combine une architecture contemporaine exceptionnellement raffinée avec un design d'exposition qui est une abstraction sensorielle tridimensionnelle visuelle et sonore qui dit, soudainement et étonnamment, ce qu'une exposition en 1967 devrait être ».

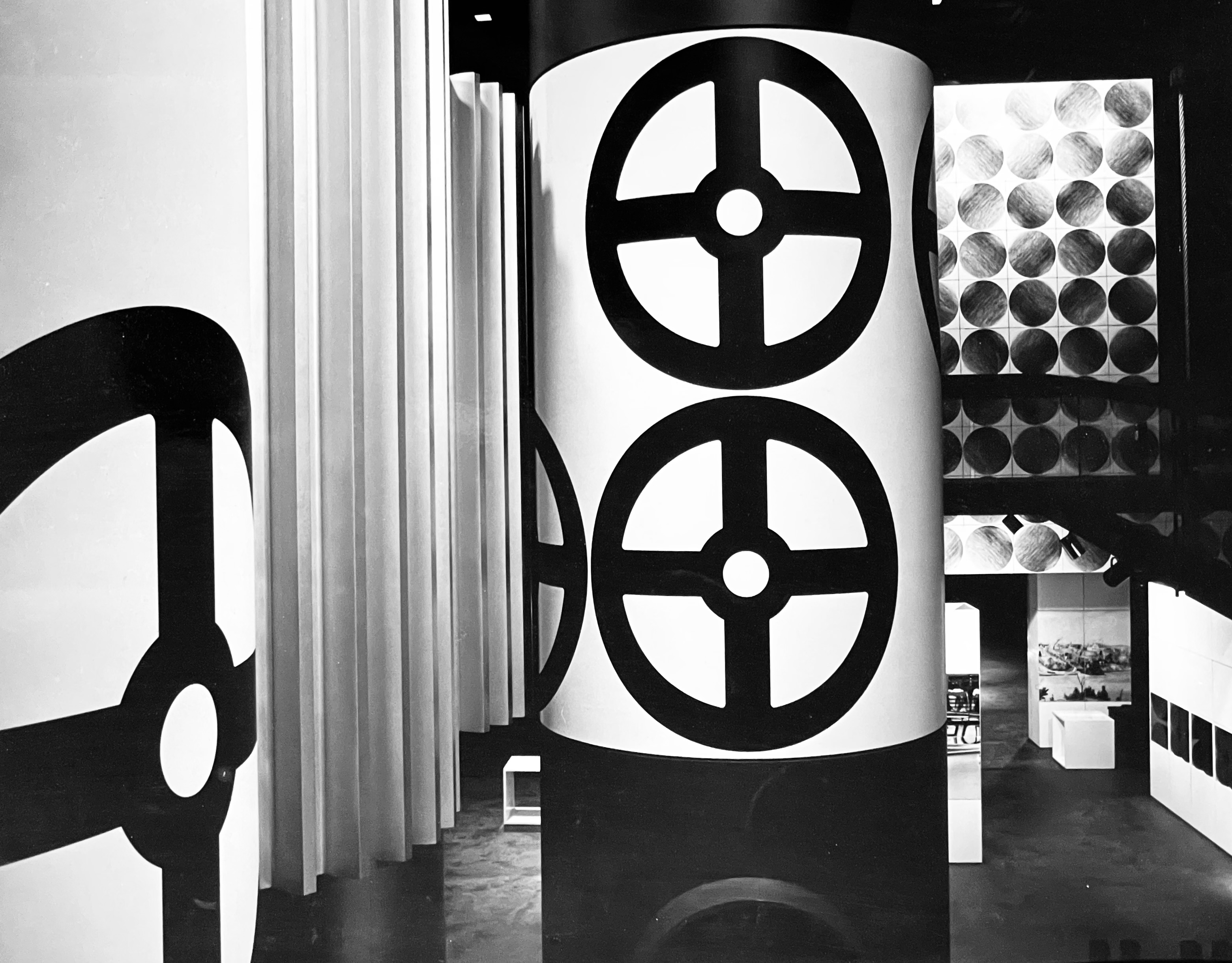
L'industrie, Pavillon du Québec, Expo 67, Montréal

Maeder vécut au Canada à partir de 1965 où il dirigea un atelier de graphiste qui réalisa dès 1972, le système de signalisation de toutes les installations du Gouvernement du Québec, toujours en vigueur après 50 ans. Entre 1980 et 1994, il fut professeur associé au Département de communication graphique de l'Université Laval où il initia une génération de futurs graphistes québécois au  style suisse.

## Vie personnelle
Randonneur assidu, Gustave Maeder parcourut le Sentier des Appalaches comme thru-hiker sur une distance de 3 500 km à l'âge de 72 ans et célébra son 90e anniversaire au sommet du Mont Washington en compagnie de ses enfants et petits-enfants qui l'accompagnèrent lors de l'ascension.